# توماس ويليام بوغز جونيور
توماس ويليام بوغز جونيور (بالإنجليزية: Thomas Hale Boggs, Jr.)‏ هو عضو مجموعة ضغط ومحامي أمريكي، ولد في 18 سبتمبر 1940 في نيو أورلينز في الولايات المتحدة، وتوفي في 15 سبتمبر 2014 في تشيفي تشايس ‏ في الولايات المتحدة.

## وصلات خارجية
- توماس ويليام بوغز جونيور على موقع إن إن دي بي (الإنجليزية)